# Közigazgatási bíróság
A közigazgatási bíróság a közigazgatási jogvédelem legmagasabb rangú bírói fóruma. Különbíróságnak számít, azaz nem tartozik az ú.n. rendes bíróságok közé, amelyek közül a legmagasabb szintű bírósággal egyenrangú.

## Története Magyarországon
A közigazgatási bíróság a legmagasabb rangú közigazgatási bírói fórum volt. Magyarországon elsőként az 1883. évi XLIII. tc. hozott létre közigazgatási bíróságot a pénzügyi vonatkozású jogviták eldöntésére korlátozva. Az általános hatáskörű  közigazgatási bíráskodást az 1896. XXVI. t.-c. teremtette meg, 1897. január 1-től kezdődő hatállyal. A közigazgatási bíróság -  meghatározott esetekben - a közigazgatási határozatok ellen benyújtott panaszokat bírálta el.
Az 1907. évi LX. t.-c. kiterjesztette a közigazgatási bíróság hatáskörét a kormány és a törvényhatóságok közötti egyes jogvitákra és a törvényhatósági hatáskör védelmére is. Teljes birói függetlenséggel, önállósággal, végérvényesen itélt mindazon közigazgatási jogvitákban, amelyeket e törvény, vagy e törvény alapján kiadott miniszteri rendeletek hozzá utasítottak. Ezzel egyszersmind megszűnt, illetve a közigazgatási bíróságba beolvadt az 1883. évi  XLIII. t.-c. alapján fennállott azon pénzügyi  különbíróság, amely pénzügyi közigazgatási ügyekben is működött.
A közigazgatási bíróság eljárása egyfokú, A Kúriával egyenrangú (azonos jogállású) felsőbíróság volt.
Az 1925. évi XXVI. tc. értelmében a közigazgatási bíróság döntött a képviselő-választás és a felsőházi választások jogvitáiban.
A közigazgatási bíróság állandóan két osztályban működött: az általános közigazgatási és a pénzügyi osztályokban. Ezek az osztályok évente egyszer jogegységi ülést tartottak, amelyen jogegységi és elvi jelentőségű határozatokat hoztak.
A közigazgatási bíráskodás Magyarországon 1949-ben szűnt meg.

## A rendszerváltozás után
Trócsányi László volt igazságügyi miniszter visszaemlékezése szerint "A közigazgatás feletti bírói kontroll a hatalmi ágak egymáshoz való viszonyának legkényesebb kérdése, amely a rendszerváltozás óta örökzöld téma. 1989-1990-ben sokan voltunk, akik hittük, hogy szükség van a rendes bíróságoktól elkülönült közigazgatási bíróság újbóli felállítására. A rendszerváltozás azonban a közjogi bíráskodást illetően minden figyelmét az Alkotmánybíróságra irányította, így a közigazgatási bíráskodás nem került a politikai egyeztetések témakörei közé." 

### Az Alaptörvény hetedik módosítása
Az Alaptörvény hetedik módosítása tette lehetővé a közigazgatási bíróság létrehozását. A módosítás szerint

„A közigazgatási bíróságok döntenek közigazgatási jogvitákban és törvényben meghatározott egyéb ügyben. A közigazgatási bírósági szervezet legfőbb szerve a Közigazgatási Felsőbíróság, amely biztosítja a közigazgatási bíróságok jogalkalmazásának egységét, a közigazgatási bíróságokra kötelező jogegységi határozatot hoz.”

### Az Alaptörvény nyolcadik módosítása
Az Alaptörvény nyolcadik módosítása - egyebek között -   az idézett rendelkezéseket hatályon kívül helyezte.

### A helyzet 2020. március 31-e óta
Magyarországon a közigazgatási és munkaügyi bíróságok 2020. március 31-ével megszűntek. 2020. április 1. napjától kezdve a közigazgatási perekben  elsőfokon a Fővárosi, Budapest Környéki, Debreceni, Győri, Miskolci, Pécsi, Szegedi és a Veszprémi Törvényszékek járnak el, regionális illetékességgel.
A Fővárosi Törvényszék kizárólagos illetékességi körébe azon ügyek tartoznak, amelyek 2020. március 31-ig a Fővárosi Közigazgatási és Munkaügyi Bíróság kizárólagos illetékességébe tartoztak, továbbá azon ügyek jelentős része is, amelyek  korábban a Fővárosi Törvényszék kizárólagos hatáskörébe tartoztak.
A közigazgatási bírósági ügyekben a Kúria jár el másodfokon, illetve felülvizsgálati eljárásban. Vannak olyan bírósági ügyek, amelyekben kizárólag a Kúria járhat el.
A munkaügyi bírósági ügyekben - szintén 2020. április 1. napjától kezdve -  első fokon az illetékes törvényszékek, másodfokon az ítélőtáblák, továbbá a felülvizsgálati eljárásban a Kúria jár el.